# Jane Flemming
Jane Flemming, född 14 april 1965, är en australisk friidrottare. Hon deltog vid olympiska sommarspelen 1988 och olympiska sommarspelen 1992.